# Федерация на европейските карнавални градове
Федерацията на европейските карнавални градове (на английски: Federal European Carnivals cities) е основана през 1980 г. в Люксембург, в чийто съд е регистрирана.
Настоящ председател на организацията е Хенри Ван дер Кроон. Членовете са от общо 37 страни, предимно от Европа. От страна на България нейни членове са градовете Габрово, Перник и Ямбол. През 2009 г. Перник официално е обявен за европейска карнавална столица заради своя международен маскараден фестивал „Сурва“, с което става най-значимия фестивален център за цяла Европа.
Градовете-членове на ФЕКГ, организацията и индивидуалните членове се ангажират да провеждат народни празненства или карнавали, представляващи маскаради или паради и отразяващи автентичната народна културна идентичност.
Общо събрание на членовете се свиква 2 пъти годишно обикновено в края на май и през октомври. Провежда се конгрес, който трае седмица, в края на май – началото на юни.

Домакини са били следните градове и страни:
- 1981 – Патрас, Гърция
- 1982 – Сирос, Гърция
- 1983 – Кефалония и Закинтос, Гърция
- 1984 – Самос, Гърция
- 1985 – Кос и Патмос, Гърция
- 1986 – Калимнос и Лерос, Гърция
- 1987 – Малта
- 1988 – Тринидад и Тобаго и Барбадос
- 1989 – Санта Крус де Тенерифе, Испания
- 1990 – Патрас, Гърция
- 1991 – Росас, Испания
- 1992 – Олбор, Дания
- 1993 – Кюрасао
- 1994 – Норшьопинг, Швеция
- 1995 – Малта
- 1996 – Марибор и Птуй, Словения
- 1997 – Аруба
- 1998 – Струга, Р. Македония
- 1999 – Дубровник, Хърватия
- 2000 – Санта Крус де Тенерифе, Испания
- 2001 – Санкт Петербург и Псков, Русия
- 2002 – Краков, Полша
- 2003 – Овар, Португалия
- 2004 – Перник, България
- 2005 – Гозо, Малта
- 2006 – Нови Винодолски и Риека, Хърватия
- 2007 – Сус, Тунис
- 2008 – Плоермел, Франция
- 2009 – Котор и Будва, Черна гора
- 2010 – Патрас, Гърция
- 2011 – Върнячка баня, Сърбия
- 2012 – Прилеп, Р. Македония
- 2013 – Ямбол, България
- 2014 – Лимасол, Кипър
- 2015 – Бол, Хърватия
- 2016 – Котбус, Германия